# Частокол (боевой порядок)

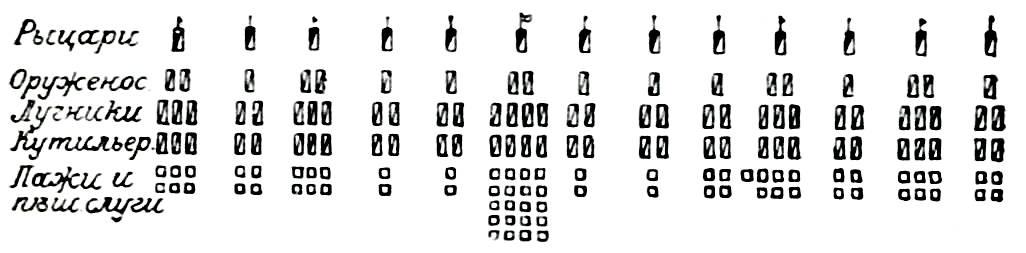
Боевой порядок рыцарей.
Рисунок из статьи «История военного искусства»
(«Военная энциклопедия Сытина»; 1913 год)

Частокол — боевое построение, характерное для европейской рыцарской конницы раннего средневековья.
Представляло собой разомкнутую цепь конных рыцарей, которые выстраивались в линию с интервалом 5 — 10 метров друг от друга для маневрирования и использования длиннодревкового вооружения. Следом за линий рыцарей располагался строй оруженосцев, а за ними — простые воины (кнехты и лучники).
С началом боя конный строй выдерживался до сближения с противником, после этого рыцари выбирали себе оппонентов и процесс всеобщей схватки распадался на отдельные поединки. В большинстве ситуаций соперники старались выбить друг друга из сёдел для захвата в плен с целью получения выкупа. При этом, задачей лучников была огневая поддержка рыцарской конницы, а целью простых воинов было вывести из строя вражеских лошадей и/или сбросить конных воинов на землю.
Первая атака, как правило, определяла исход всей битвы ввиду того, что тяжёлая рыцарская конница была слабо приспособлена к маневрированию на поле боя для перегруппировки сил и подготовки повторного удара. Организованно преследовать отступающего противника и долго вести бой она также не могла, вследствие чего если первый удар по каким-либо причинам терпел неудачу, то перевес оказывался на стороне противника.